# 354
354 (CCCLIV) je bilo navadno leto, ki se je po julijanskem koledarju začelo na soboto.

## Dogodki
- 1. januar

## Rojstva
- 13. november - Avguštin Avrelij, krščanski teolog, filozof († 430)